# 陳登雲 (明朝)
陳登雲（1550年—1597年），字從龍，號南滨，直隸順德府唐山縣（今河北省邢台市隆尧县）人，明朝政治人物。

## 生平
萬曆四年（1576年）丙子科順天府鄉試第六十名，萬曆五年（1577年）聯捷丁丑科會試第八十名，登三甲第二百零八名進士。六年除河南鄢陵縣知縣，十一年征授河南道監察御史，初按辽左，次按山西，后按河南，直言敢諫，風裁峻厲。移疾歸，不久卒。《明史》有傳。

## 家族
曾祖陳仲良；祖父陳敖；父陳志大。前母李氏；母施氏。具慶下。

## 延伸阅读
[在维基数据编辑]
 《國朝獻徵錄·卷之六十五》，出自焦竑《國朝獻徵錄》
 《明史卷二百三十三》，出自《明史》

| 官衔                   | 官衔                                 | 官衔                   |
| ---------------------- | ------------------------------------ | ---------------------- |
| 前任： 汪呂之 黄岩举人 | 明朝鄢陵县知县 萬曆六年-萬曆十一年間 | 繼任： 俞世粲 楚雄舉人 |